# Dolno Svilaré
Dolno Svilaré ou Dolno Svilare (en macédonien Долно Свиларе, en albanais Sullara e Poshtme) est un village situé à Saraï, une des dix municipalités spéciales qui constituent la ville de Skopje, capitale de la Macédoine du Nord. Le village comptait 2010 habitants en 2002. Il se trouve au nord de la vallée du Vardar, à l'ouest de Kondovo. Son nom signifie « Bas Svilaré », afin de le distinguer de Gorno Svilaré, le « haut Svilaré », situé plus au nord, dans les montagnes. Il est majoritairement albanais.

## Démographie
Lors du recensement de 2002, le village comptait :
- Albanais : 1 988
- Macédoniens : 6
- Autres : 6